# Norma Jean & Marilyn
Norma Jean & Marilyn är en amerikansk biografisk TV-film från 1996 i regi av Tim Fywell. I huvudrollerna ses Ashley Judd och Mira Sorvino. Filmen har visats i svensk TV.

## Handling
Första halvan av filmen handlar om tiden innan Marilyn Monroe blev känd, då hon hette Norma Jean Henderson (spelad av Judd). Andra halvan handlar om hennes karriär och kändisskap (hon spelas då av Sorvino). 

## Rollista i urval
- Ashley Judd - Norma Jean Dougherty
  - Marianne Davis  - Norma Jean som ung
  - Kelsey Mulrooney - Norma Jean som barn
- Mira Sorvino - Marilyn Monroe
- Josh Charles - Eddie Jordan
- Ron Rifkin - Johnny Hyde
- David Dukes - Arthur Miller
- Peter Dobson - Joe DiMaggio
- Taylor Nichols - Fred Karger
- John Rubinstein - Darryl F. Zanuck
- Allan Corduner -  Billy Wilder
- Lindsay Crouse - Natasha Lytess
- Dennis Bowen - Tom Kelly
- Nancy Linehan Charles - Bette Davis
- Jeffrey Combs - Montgomery Clift
- Steven Culp - Robert F. Kennedy
- Lou Cutell - Henry T. Weinstein
- Dana Goldstone - Lee Strasberg
- Micole Mercurio - Mozelle Hyde
- John Apicella - Milton R. Krasner
- Kevin Bourland - David March

## DVD
Filmen finns utgiven på DVD.